# Société de transport lagunaire
La Société de Transport Lagunaire (STL) est une entreprise ivoirienne de transport public opérant sur la lagune Ebrié à Abidjan. Elle propose des services de transport de passagers et de biens par bateaux-bus, contribuant à la mobilité urbaine dans le district d'Abidjan.

## Historique
STL a été constituée le 25 janvier 2016 en tant que société anonyme avec conseil d'administration, dotée d'un capital social de 3 milliards de Francs CFA. Son siège social est situé à Abidjan-Cocody II-plateaux. La société a été fondée par Adama Bictogo, qui est le président-directeur général, avec David Fofana comme directeur général lors de sa création. L'Etat de Côte d'ivoire a accordé à STL une concession de 25 ans, renouvelable pour 10 ans le 28 juin 2016, pour l'exploitation d'un réseau de transport public sur la lagune Ebrié.

### Activités et services
STL exploite un réseau de transport lagunaire reliant les zones nord et sud d'Abidjan. La société dispose de 20 bateaux-bus, transportant plus de 16000 passagers par jour et de 6 gares lagunaire. En juillet 2019, STL a renforcé sa flotte en acquérant 4 nouveaux bateaux de dernière génération, portant le total à 20 unités. Ces bateaux sont climatisés, équipées de toilettes et de radars, et adaptés à la navigation côtière. La société propose également des services de plaisance, incluant des balades touristiques et la location de bateaux pour des évènements privés.

### Innovation numérique
La Société de Transport Lagunaire a lancé l'application mobile "STL GO", développée par sa filiale SNEDAI technologie. Cette application permet aux utilisateurs de consulter en temps réel les horaires des bateaux, d'accéder à la listes des gares, de suivre l'actualité de STL et d'acheter des titres de transport en ligne.